# Сунгур (деревня)
Сунгур (баш. Соңғор) — деревня в Стерлитамакском районе Республики Башкортостан Российской Федерации. Входит в состав Услинского сельсовета. 

## География

### Географическое положение
Расположена в 19 км к северо-западу от Стерлитамака в верховьях речек Унгар, Ярсык, Айбаскан. Расстояние до:
- центра сельсовета (Верхние Услы): 7 км,
- ближайшей ж/д станции (Стерлитамак): 21 км.

В 1,5 км от деревни проходит автодорога Стерлитамак — Раевский.

## Население
| 2002 | 2009 | 2010 |
| ---- | ---- | ---- |
| 83   | ↗84  | ↘83  |